# هاتاکه‌یاما ماساهیسا
هاتاکه‌یاما ماساهیسا (به ژاپنی: 畠山政久)، هاتاکه‌یاما یاسابورو (به ژاپنی: 畠山 弥三郎 はたけやま やさぶろう); (تولد نامشخص - مرگ اول سپتامبر ۱۴۵۷) یک سامورایی از خاندان هاتاکه‌یاما در دوره موروماچی اهل ژاپن بود. وی پسر ارشد هاتاکه‌یاما موچی‌تومی بود و در زمان شوگون هشتم آشیکاگا یوشیماسا زندگی می‌کرد.